# Peter Olsen (Dichter)

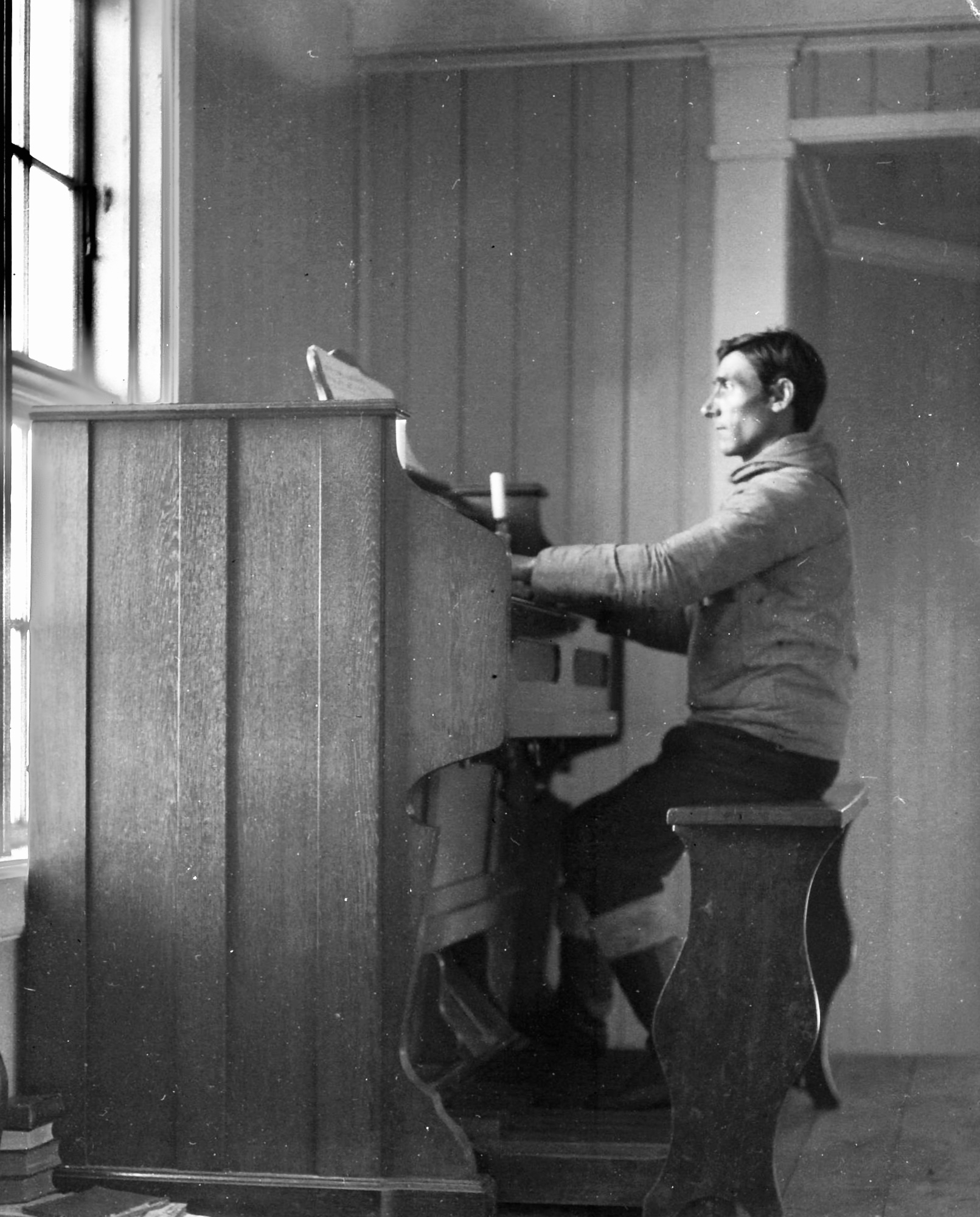
Peter Olsen an der Orgel (1925)

Peter Pavia Eigel Nathanael Olsen (* 20. Juli 1892 in Kuannit; † 22. Juli 1930 in Aasiaat) war ein grönländischer Dichter, Komponist und Katechet.

## Leben
Peter Olsen wurde 1892 als unehelicher Sohn des verwitweten dänischen Udstedsverwalters Lauritz Christian Peter Olsen (1833–1902) und der Grönländerin Euphemia Ane Sophie (1865–1914) geboren. Seine Eltern heirateten kurz nach seiner Geburt.
Peter Olsen war musikalisch begabt und wirkte schon mit sechs Jahren als Organist für seine Heimatkirchengemeinde. 1909 wurde er an Grønlands Seminarium aufgenommen und schloss 1915 eine Ausbildung zum Katecheten ab. Er wurde als Katechet in Aasiaat eingesetzt. Am 6. August 1916 heiratete er in Aasiaat Sofie Elisabeth Jørgine Andersen (1892–1950). Aus der Ehe gingen unter anderem die Söhne Knud (1925–2010) und Jørgen (1928–2017) hervor, die später vom dänischen Pastor Svend Hertling adoptiert wurden. Von 1920 bis 1921 hielt er sich in Dänemark auf, wo er von Paul Sophus Rung-Keller als Organist unterrichtet wurde. Während seiner Zeit als Katechet begann er zu dichten und zu komponieren und gründete den ersten organisierten Chor Grönlands. Dieser erhielt den Namen Nipilúkut, was übersetzt „die mit den schlechten Stimmen“ bedeutet. 1927 erkrankte er an Tuberkulose und bat 1929 um seine Versetzung. Daraufhin wurde er nach Attu versetzt, wo er zum Oberkatecheten ernannt wurde. Nur ein Jahr später erlag er zwei Tage nach seinem 38. Geburtstag im Krankenhaus von Aasiaat seinem Leiden.
Seine Lieder behandelten oft Themen der grönländischen Mythologie wie zum Beispiel Kaassassuk. Trotz seines kurzen Lebens gilt Peter Olsen als bedeutender Teil der grönländischen Literatur- und Musikgeschichte.